# Зоран Ђурашковић
Зоран Ђурашковић (Бар, 7. јул 1975) бивши је српски фудбалер.

## Каријера
Рођен је 7. јула 1975. године у Бару. На почетку фудбалске каријере је играо за Морнар Бар, Бокељ, Хајдук Београд, Могрен и Трудбеник Београд. Након тога је потписао за Младост из Лучана 1999. године, играјући у Другој лиги СР Југославије. Постао је стандардни првотимац Младости, а 2001. године су ушли у Прву лигу СР Југославије освајањем првог места у Другој лиги СР Југославије група Запад. У сезони 2001/02. био је најбољи стрелац Прве лиге СР Југославије са 27 постигнутих голова.
После ове успешне сезоне, наредног лета придружио се тиму из предграђа Београда, ФК Железник. Завршили су на четвртом месту у сезони 2002/03. и на трећем месту у сезони 2003-04. Током три сезоне које је провео у Железнику, одиграо је укупно 78 првенствених утакмица, постигавши 36 голова. Са Железником је освојио Куп Србије и Црне Горе 2005. године, након победе над Црвеном звездом из Београда, са 1:0 у финалу.
Након три сезоне играња у Железнику, Ђурашковић је у лето 2005. потписао уговор са Смедеревом. У лето 2008, Смедерево је у смањеној лиги од 12 екипа завршило сезону на 10. месту, играли су бараж и изгубили од Рада, што је значило испадање из Суперлиге Србије. У сезони 2008/09, био је један од кључних играча који су помогли Смедереву да се врати у Суперлигу, а завршили су на другом месту у лиги. Постигао је 9 голова у 25 наступа, али је на крају сезоне напустио Смедерево у 33. години и придружио се клубу ОФК Петровац у Првој лиги Црне Горе У Петровцу је завршио своју играчку каријеру.

## Трофеји

### Железник
- Куп Србије и Црне Горе (1) : 2005.

### Младост Лучани
- Друга лига СР Југославије: 2000/01. (Запад)

### Индивидуални
- Најбољи стрелац Прве лиге СР Југославије: 2001/02. (27 голова)